# Ухерско Храдиште
Ухерско Храдиште (чеш. Uherské Hradiště) град је у Чешкој Републици, у оквиру историјске покрајине Моравске. Ухерско Храдиште је пети по величини град управне јединице Злински крај, у оквиру којег је седиште засебног округа Ухерско Храдиште.

## Географија
Ухерско Храдиште се налази у крајње југоисточном делу Чешке републике. Град је удаљен од 280 км југоисточно од главног града Прага, а од првог већег града, Брна, 80 км источно.
Град Ухерско Храдиште се налази на реци Морави у области источне Моравске (тзв. "Словачка Моравска"). Надморска висина града је око 180 м. Положај средишта града у пространој долини реке, која дели град на два дела. Источно од града издижу се Бели Карпати.

## Историја
Подручје Ухерског Храдишта било је насељено још у доба праисторије. Насеље под данашњим називом први пут се у писаним документима спомиње 1257. године, када је основано од стране Отакара II Пшемисла, а насеље је 1294. године добило градска права. Вековима су главно становништво у граду били Чеси и Словаци. Из времена средњег века сачувано је доста грађевина.
1919. године Ухерско Храдиште је постао део новоосноване Чехословачке. У време комунизма град је нагло индустријализован. После осамостаљења Чешке дошло је до опадања активности тешке индустрије и до проблема са преструктурирањем привреде.

## Становништво
Ухерско Храдиште данас има око 26.000 становника и последњих година број становника у граду лагано опада. Поред Чеха у граду живе и Словаци и Роми. Један део месног становништва себе поима Моравцима.

## Слике градских грађевина
- Манастир Францисканаца у граду
- Приказ средњовековног Храдишта
- Железничка станица у Ухерском Храдишту
- Градско читалиште, некада синагога

## Партнерски градови
- Тренчин
- Приверно

## Спорт
У граду се налази фудбалски клуб Словацко, који игра на општинском стадиону Мирослав Валента у Првој Чешкој лиги. Град такође има клизалиште са капацитетом од 1.500 посетилаца, где клуб ХК Ухерско Храдиште игра Другу чешку лигу у хокеју на леду.